# Масориш (мова)

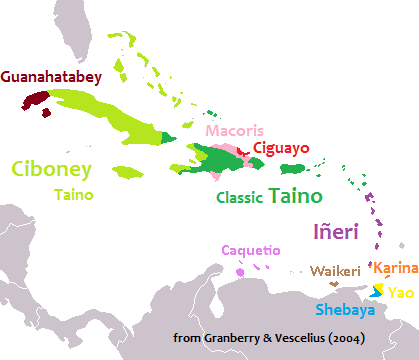
Доколумбові мови Антильських островів.
Масориш
Сибонейська таїно, класична таїно та іньєрі була аравакськими мовами, а карина і яо — карибськими. Ґуанахатабей, сиґуайо і масориш — некласифіковані.

Масориш (/maso'riʃ/, іспанською передавався як Macorix, Maçorís і Mazorij) — остаточно некласифікована мова, що існувала на північному узбережжі сучасної Домініканської Республіки. Перші іспанські колонізатори Домінікани повідомляють лише про три мови, що існували на Карибах: таїно (племена таїно і сибонеїв), а також неспоріднені їм масориш і сусідня сиґуайо.
Плем'я масориш, мабуть, вели напівосілий спосіб життя ті їхня присутність вочевидь передувала появі сільськогосподарських таїно, які зайняли більшу частину острова. Для ранніх європейських письменників вони мали спільні риси із сусідніми сиґуайо. Їхня мова, мабуть, знаходилася на межі зникнення вже під час іспанського завоювання, а через століття вимерла остаточно.

## Діалектологія
Верхнім говором масориш говорили на північно-центральному узбережжі оимо-католицької єпархії Маґуа від Сан-Феліпе-де-Пуерто-Плата до Нагуа і всередині країни до Сан-Франсиско-де-Макорис і далі. Він також був поширений на південно-східному узбережжі Еспаньйоли в районі Сан-Педро-де-Макорис
Нижнім говором масориш говорили в північно-західній частині римсько-католицької єпархії Маґуа від Сан-Фернандо-де-Монте-Кристи до Пуерто-Плата і від узбережжя вглиб країни до області Сантьяго-де-лос-Трейнта-Кабальєрос.

## Лексикон
Мало що відомо про мову масориш, за винятком того, що ця мова відрізнялася як від таїно, так і від сусідньої сіґуайо (сівайо). Достовірно засвідчена лише одна лексема — негативна форма baeza [baˈesa]. Це слово має паралелі в ряді аравакських мов (але не в таїно чи іньєрі), і може бути складовою формою ba-ésa «не-що» = «ніщо» (пор. мова манао ma-esa 'ні, не', мова паресі ma-isa 'не'. Негативний префікс в амаракаері — ba-, навіть якщо він пов'язаний з араваканськими мовами, не може бути достовірно пов'язаний зі словом з мови масориш.

## Топоніми
На Домінікані засвідчено деякі топоніми, які не належать до таїно. На думку Ґранберрі та Веселіуса (2004), вони можуть бути споріднені з мовою варао:
| Назва             | Паралель варао | Значення варао       |
| ----------------- | -------------- | -------------------- |
| Бахо (річка)      | бахо-ро        | завіса, густий (ліс) |
| Бахоруко (регіон) | бахо-ро-еку    | в лісі               |
| Мана (річка)      | мана           | два, подвійний       |
| Хайна (річка)     | ха-іна         | багато мереж         |
| Саона (острів)    | са-она         | повний кажанів       |

Водночас, варао й аравакські мови поміж себе не пов'язані. Можливо, лексика відноситься до давнішого прошарку населення, який до приходу іспанців вже зник на Домінікані, але ще існував на Кубі (див. також мову ґуанахатабей).